# Doris Baričević
Doris Baričević (Graz, 7. rujna 1923. – Zagreb, 31. ožujka 2016.) bila je hrvatska povjesničarka umjetnosti. Godine 1948. završila je studij povijesti umjetnosti i arheologije na Filozofskom fakultetu u Zagrebu, gdje je doktorirala 1972. godine. Istraživala skulpturu i drvorezbarstvo 17. i 18. stoljeća u sjevernoj Hrvatskoj u arhivima i na terenu, a posebno je obrađivala tipološki razvoj propovjedaonica. Autorica je mnogobrojnih stručnih članaka, knjiga i predgovora katalozima važnih izložaba.